# Mood Muzik 3: For Better or for Worse
Pour les articles homonymes, voir Pour le meilleur et pour le pire.
Albums de Joe Budden
The Album Before the Album
(2007) Mood Muzik 3: The Album
(2008)
Mood Muzik 3: For Better or for Worse est la troisième mixtape de la série des Mood Musik de Joe Budden, sortie le 15 décembre 2007. 
Après avoir été retardé pendant deux ans, l'album a été acclamé par la critique à sa sortie.

## Liste des titres
| No  | Titre                                                                                      | Contient un (des) sample(s) de             | Durée |
| --- | ------------------------------------------------------------------------------------------ | ------------------------------------------ | ----- |
| 1.  | Hiatus (Produit par Mellow Madness)                                                        |                                            |       |
| 2.  | Ventilation (Produit par Klasix)                                                           |                                            |       |
| 3.  | Talk 2 Em' (Produit par WMS the Sultan)                                                    |                                            |       |
| 4.  | Warfare (featuring Joell Ortiz – Produit par Klasix)                                       |                                            |       |
| 5.  | Invisible Man (featuring Emanny – Produit par Chemo)                                       |                                            |       |
| 6.  | Dear Diary (Produit par WMS the Sultan)                                                    |                                            |       |
| 7.  | Get No Younger (featuring E-Zo – Produit par Klasix)                                       | Out There de Willie Hutch                  |       |
| 8.  | Star Inside of Me (featuring Suzy Q – Produit par Dub B)                                   |                                            |       |
| 9.  | Killa BH (Skit) (interprété par Killa BH)                                                  |                                            |       |
| 10. | Send Him Our Love (Produit par Klasix)                                                     | Send Her My Love de Journey                |       |
| 11. | Family Reunion (featuring Ransom, Hitchcock et Fabolous – Produit par Shatek the Producer) |                                            |       |
| 12. | 5th Gear (Produit par WMS the Sultan)                                                      | Fire on High de l'Electric Light Orchestra |       |
| 13. | Roll Call (Produit par WMS the Sultan)                                                     |                                            |       |
| 14. | Secrets (Produit par Klasix)                                                               | Aegian Sea d'Aphrodite's Child             |       |
| 15. | All of Me (featuring Emanny – Produit par Klasix)                                          | Mother's Theme (Mama) de Willie Hutch      |       |
| 16. | Foldger's Brother (interprété par Killa BH)                                                |                                            |       |
| 17. | I'm Serious (Long Way to Go) (featuring Mr. Probz – Produit par Soulsearchin')             |                                            |       |
| 18. | Thou Shall Not Fall (Produit par Klasix)                                                   | Cry Little Sister de Gerard McMann         |       |
| 19. | Still My Hood (Produit par Wyks)                                                           |                                            |       |

## Deuxième version
Mood Musik 3.5 est une nouvelle version de Mood Muzik 3: For Better or for Worse, sortie le 20 décembre 2007 dont certains morceaux ont été supprimés et l'ordre des titres modifié.
| No  | Titre                                                    | Durée |
| --- | -------------------------------------------------------- | ----- |
| 1.  | Dear Diary                                               | 5:08  |
| 2.  | Hiatus                                                   | 5:41  |
| 3.  | Family Reunion (featuring Hitchcock, Ransom et Fabolous) | 6:50  |
| 4.  | Get No Younger (featuring E-Zo)                          | 3:30  |
| 5.  | All of Me (featuring Emanny)                             | 7:56  |
| 6.  | Long Way to Go (featuring Mr. Probz)                     | 4:36  |
| 7.  | Thou Shall Not Fall                                      | 4:29  |
| 8.  | Warfare (featuring Joell Ortiz)                          | 2:56  |
| 9.  | Roll Call                                                | 4:07  |
| 10. | Secrets (featuring Emanny)                               | 5:54  |
| 11. | Send Him Our Love                                        | 4:15  |
| 12. | Sans titre (Star Inside of Me)                           | 3:54  |
| 13. | Talk 2 Em                                                | 3:45  |
| 14. | Invisible Man                                            | 3:37  |
| 15. | Still My Hood                                            | 4:39  |